# Coupe Spengler 1957
Navigation
Édition précédente Édition suivante
La Coupe Spengler 1957 est la 31e édition de la Coupe Spengler. Elle se déroule en décembre 1957 à Davos, en Suisse.

## Règlement du tournoi
Les six équipes sont réparties en deux groupes de trois équipes chacun. Le groupe A est composé du HC Milan-Inter, du IK Tigrene et du Rudá hvězda Brno. Le groupe B est composé du Zürcher SC, du Hockey Club Davos et du Grums IK.
Les équipes jouent un match contre chacune des autres équipe de son groupe. La troisième équipe du groupe A rencontre la troisième équipe du groupe B pour la 5e place. La deuxième équipe du groupe A rencontre la deuxième équipe du groupe B pour la 3e place. Les premiers de chaque groupe se rencontrent afin de déterminer le vainqueur de la Coupe Spengler.

## Résultats

### Phase de groupes

#### Groupe A
| Clt   | Équipe           | PJ | V | VP | D | DP | BP | BC | Pts |
| ----- | ---------------- | -- | - | -- | - | -- | -- | -- | --- |
| +001, | Rudá hvězda Brno | 2  | 2 | 0  | 0 | 0  | 17 | 3  | 4   |
| +002, | HC Milan-Inter   | 2  | 1 | 1  | 0 | 0  | 11 | 7  | 2   |
| +003, | IK Tigrene       | 2  | 0 | 2  | 0 | 0  | 4  | 22 | 0   |

- Qualifié directement pour la finale

| décembre | IK Tigrene | 3-9 | HC Milan-Inter |  |

| décembre | Rudá hvězda Brno | 13-1 | IK Tigrene |  |

| décembre | HC Milan-Inter | 2-4 (pr) | Rudá hvězda Brno |  |

#### Groupe B
| Clt   | Équipe     | PJ | V | VP | D | DP | BP | BC | Pts |
| ----- | ---------- | -- | - | -- | - | -- | -- | -- | --- |
| +001, | HC Davos   | 2  | 2 | 0  | 0 | 0  | 14 | 12 | 4   |
| +002, | Grums IK   | 2  | 1 | 0  | 1 | 0  | 11 | 9  | 2   |
| +003, | Zürcher SC | 2  | 0 | 0  | 2 | 0  | 8  | 12 | 0   |

- Qualifié directement pour la finale

| décembre | Zürcher SC | 2-5 | Grums IK |  |

| décembre | HC Davos | 7-6 | Zürcher SC |  |

| décembre | Grums IK | 6-7 | HC Davos |  |

### Phase finale

#### Match pour la5eplace
| 31 décembre | Zürcher SC | 3-4 (1-2, 0-2, 2-0) | IK Tigrene |  |

#### Match pour la3eplace
| 31 décembre | HC Milan-Inter | 9-4 (4-1, 4-0, 1-3) | Grums IK |  |

#### Finale
| 31 décembre | HC Davos | 5-2 (0-0, 2-1, 3-1) | Rudá hvězda Brno |  |